# Wie wilde Tiere
Wie wilde Tiere ist ein spanisch-französischer Thriller von Rodrigo Sorogoyen. Die Handlung ist von realen Ereignissen inspiriert. Im Film spielen die französischen Schauspieler Denis Ménochet und Marina Foïs ein naturliebendes Paar, das nach einem Umzug aufs Land mit der Bevölkerung wegen einer geplanten Windkraftanlage in Streit gerät. Wie wilde Tiere wurde im Mai 2022 bei den Filmfestspielen in Cannes erstmals gezeigt und kam im Juli 2022 in die französischen Kinos. Im Rahmen der Verleihung des Goya 2023 erhielt der Film neun Auszeichnungen, darunter als bester Film, für die beste Regie, für das beste Drehbuch und Ménochet als bester Hauptdarsteller.

## Handlung
Xan und sein jüngerer Bruder Lorenzo sind als Aloitadores tätig und versuchen gerade wieder, ein wildes Pferd zu zähmen. Seit einem Reitunfall in seiner Kindheit ist der geistig zurückgebliebene Lorenzo den Tieren gegenüber noch brutaler als Xan. Sie leben mit ihrer Mutter in Armut auf einer Rinderfarm in Galizien im Nordwesten Spaniens.
Ihre Nachbarn Antoine und Olga sind vor zwei Jahren aus Frankreich hierher gezogen, in der Hoffnung auf ein Leben näher an der Natur. Sie versuchen sich in biologischem Landbau, verkaufen die Produkte, die sie anbauen, auf dem lokalen Markt und restaurieren einige der leerstehenden Bauernhäuser auf dem Stückchen Land, die sie dem Gemeinwohl überlassen wollen, um so die Region wieder zu bevölkern. Anders als Xan und Lorenzo wehren sie sich beharrlich gegen den Bau einer Windkraftanlage auf ihrem Land. Die Brüder wollen sich wie der Großteil des Dorfes mit dem Geld aus dem Verkauf ihrer Grundstücke an das Windenergieunternehmen anderswo eine neue Existenz und ein besseres Leben für sich und ihre Familien aufbauen.

## Wahre Begebenheit

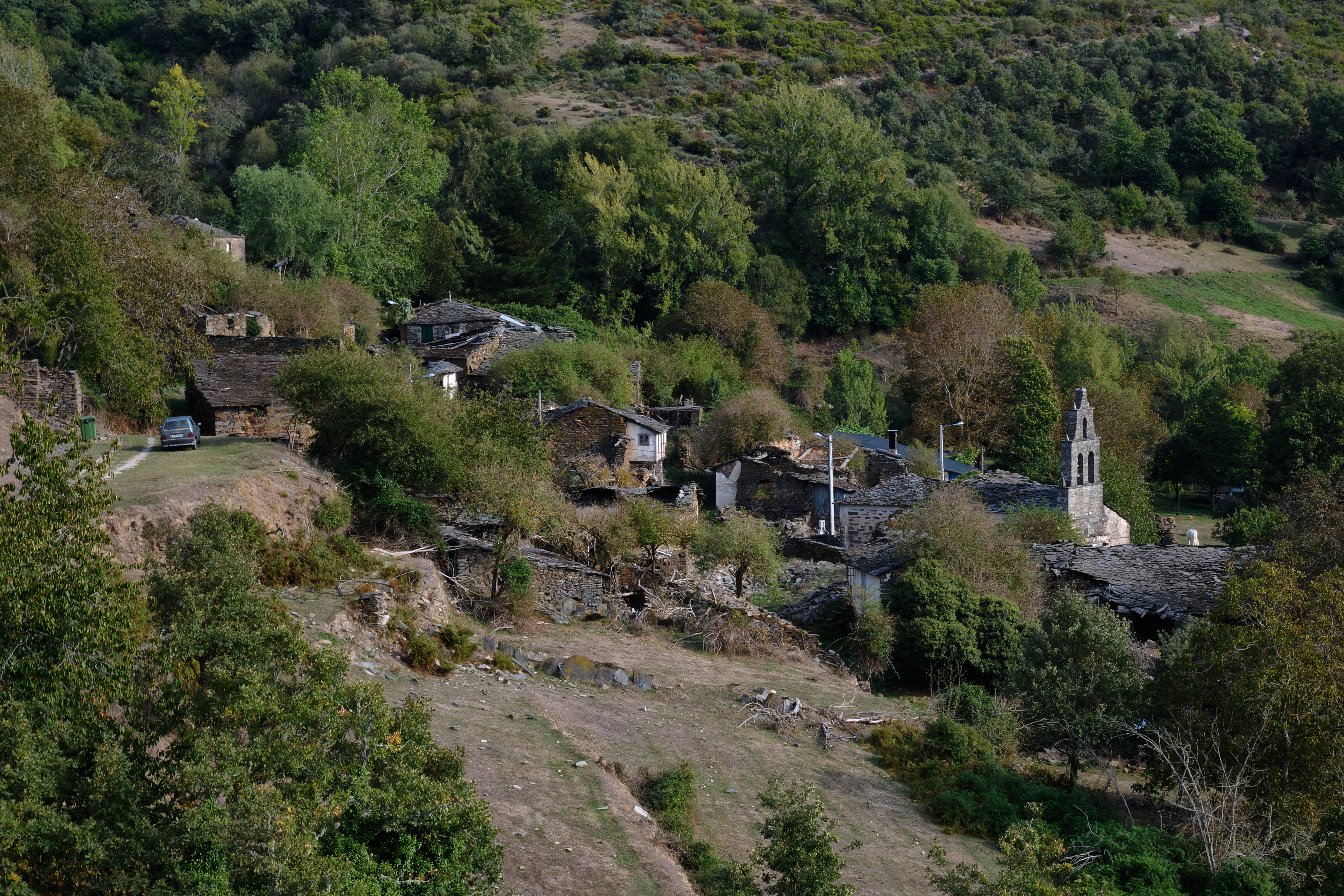
Der Film ist von realen Ereignissen inspiriert, die sich in dem Dorf Santoalla in der Nähe von Petín zutrugen

Die Handlung ist von realen Ereignissen inspiriert. Als Margo Pool und Martin Verfondern in das abgelegene spanische Dorf Santoalla in der Nähe von Petín in Galicien zogen, hatten sie dort kaum Nachbarn. Nur die Familie Rodríguez, bekannt als Familie O Gafas, wegen des Spitznamens des Patriarchen, lebte in ihrer Nähe. Streitigkeiten führten schließlich dazu, dass Juan Carlos, der einzige Sohn von O Gafas, der noch in Santoalla lebte, Martin Verfondern im Januar 2010 mit einer Pistole erschoss. Er brachte dessen verbrannte Leiche später mit Hilfe seines Bruders Julio auf einen Berg in der Gemeinde A Veiga. Martin Verfonderns sterbliche Überreste wurden durch Zufall im Juni 2014 gefunden und die beiden Brüder Ende November des Jahres verhaftet.
Seine Witwe lebt noch immer mit ihren Schafen in ihrem Haus in Santoalla und ist die letzte Bewohnerin des Dorfs geworden.

## Produktion

### Filmstab, Besetzung und Synchronisation

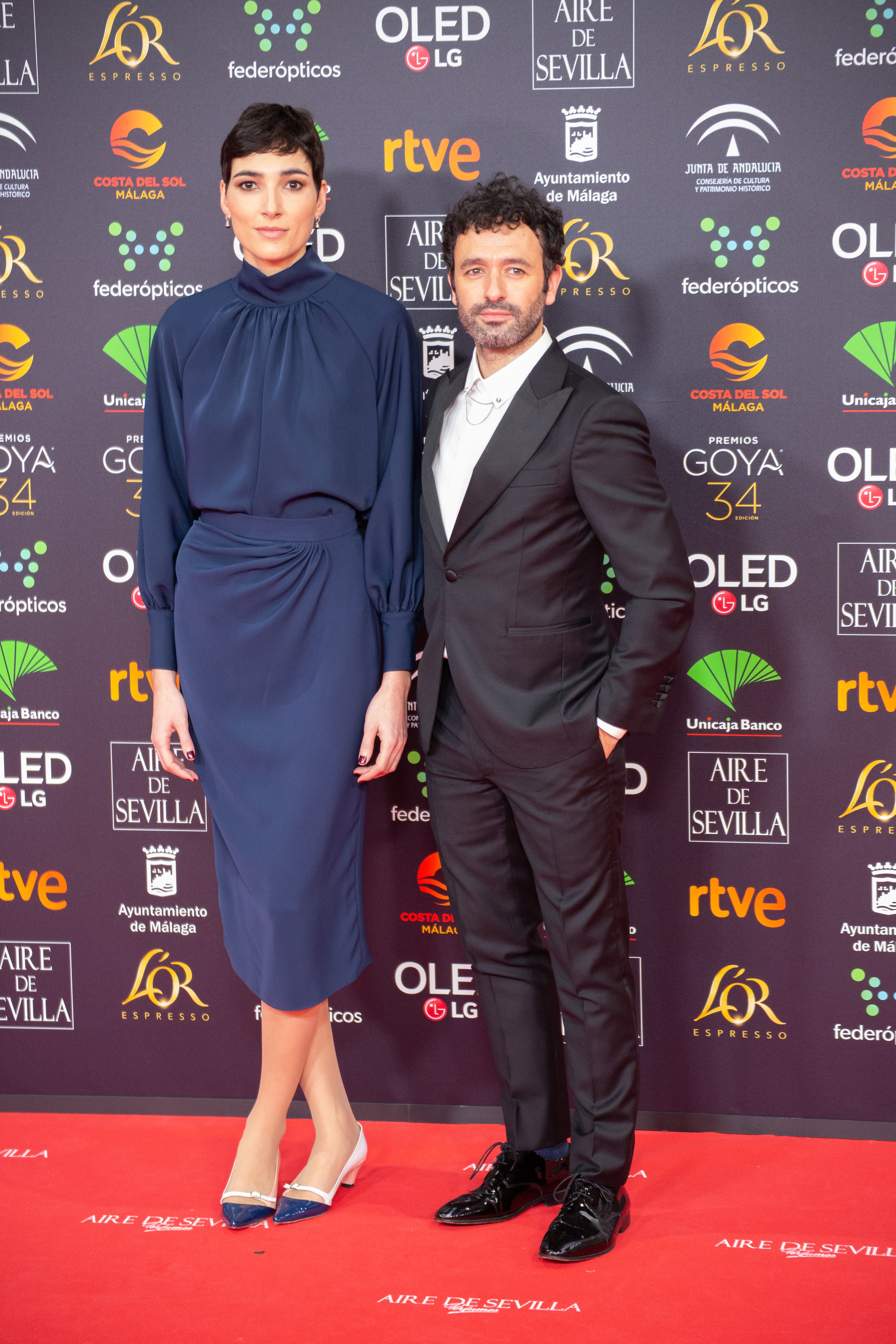
Regisseur Rodrigo Sorogoyen schrieb gemeinsam mit Isabel Peña auch das Drehbuch

Regie führte Rodrigo Sorogoyen, der gemeinsam mit Isabel Peña auch das Drehbuch schrieb. Wie wilde Tiere ist Sorogoyens sechster Spielfilm. Gemeinsam schrieben er und Peña schon die Drehbücher für den Mystery-Thriller Madre und die Fernsehserie Antidisturbios – Bereitschaftspolizei.
Die französischen Schauspieler Denis Ménochet und Marina Foïs spielen Antoine und Olga. Die Spanier Luis Zahera und Diego Anido spielen die Brüder Xan und Lorenzo. Luisa Merelas ist in der Rolle ihrer Mutter zu sehen.
Die deutsche Synchronisation entstand nach der Dialogregie von Christoph Cierpka im Auftrag der Studio Hamburg Synchron GmbH in Berlin.

### Dreharbeiten
Die Dreharbeiten fanden drei Monate lang bis Dezember 2021 in Bierzo Oeste und Galicien statt. In Quintela in der Gemeinde Barjas in der Provinz León in der autonomen Gemeinschaft Kastilien und León nutzte man die leerstehenden Häuser und die Gebäude eines Bauern, der dort Kühe hält und in dessen Ställen man die Schafe unterbrachte, als Kulisse. Als Kameramann fungierte Alejandro de Pablo, mit dem der Regisseur ebenfalls schon bei Madre und Antidisturbios zusammenarbeitete.

### Filmmusik und Veröffentlichung
Die Filmmusik komponierte der in Paris geborene und in Madrid lebende und arbeitende Olivier Arson. Auch er war bereits für Sorogoyens Film Madre tätig.
Die Premiere erfolgte am 26. Mai 2022 bei den Filmfestspielen in Cannes, wo er in der Sektion Premières gezeigt wurde. Im Juni 2022 wurde er beim Brussels International Film Festival gezeigt. Der Kinostart in Frankreich erfolgte am 20. Juli 2022. Ende September 2022 wurde Wie wilde Tiere beim Zurich Film Festival gezeigt. Der Kinostart in Spanien war am 11. November 2022. Am 28. Juli 2023 kam der Film in ausgewählte US-Kinos. Im September 2023 wurde er bei der Filmkunstmesse Leipzig gezeigt. Am 7. Dezember 2023 kam Wie wilde Tiere in die deutschen Kinos.

## Rezeption

### Kritiken
Von den bei Rotten Tomatoes aufgeführten Kritiken sind 99 Prozent positiv bei einer durchschnittlichen Bewertung mit 8,6 von 10 möglichen Punkten. Auf Metacritic erhielt der Film einen Metascore von 85 von 100 möglichen Punkten.

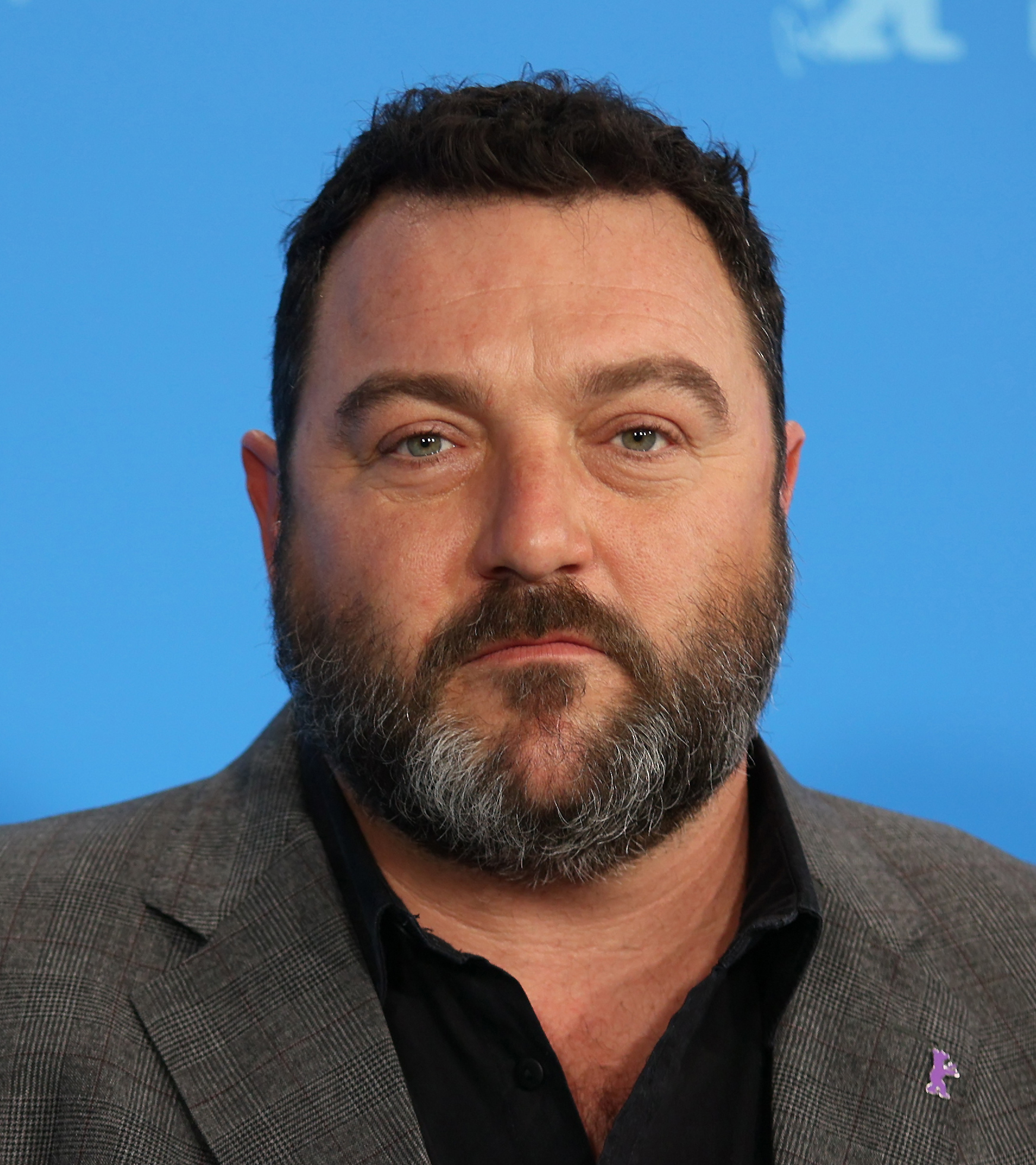
Denis Ménochet spielt Antoine

Christopher Diekhaus, Filmkorrespondent der Gilde deutscher Filmkunsttheater, schreibt in seiner Kritik, besonders Denis Ménochet, der schon oft als Naturgewalt inszeniert wurde, strahle eine Intensität aus, die ihresgleichen sucht: „Hinter Antoines wuchtigem Erscheinungsbild scheint es ständig zu arbeiten. Angst und Wut vermischen sich. Und es wirkt so, als könne der frühere Lehrer nur mühsam die Kontrolle bewahren.“ Als clevere Entscheidung erweise sich der Schachzug, das oft starre Gut-Böse-Schema des Backwoods-Genres aufzubrechen, so Diekhaus. Auch wenn Xan sicherlich kein Sympathieträger ist, seien manche seiner Hinweise und Argumente nachvollziehbar. Wie wilde Tiere sei ein komplexer, fesselnder, verstörender Film, dessen raues, erdiges Setting den denkbar besten Hintergrund für die zentrale Auseinandersetzung bildet.

### Auszeichnungen
César 2023
- Auszeichnung als Bester ausländischer Film

David di Donatello 2024
- Nominierung als Bester Internationaler Film (Rodrigo Sorogoyen)[12]

Goya 2023
- Auszeichnung als Bester Film

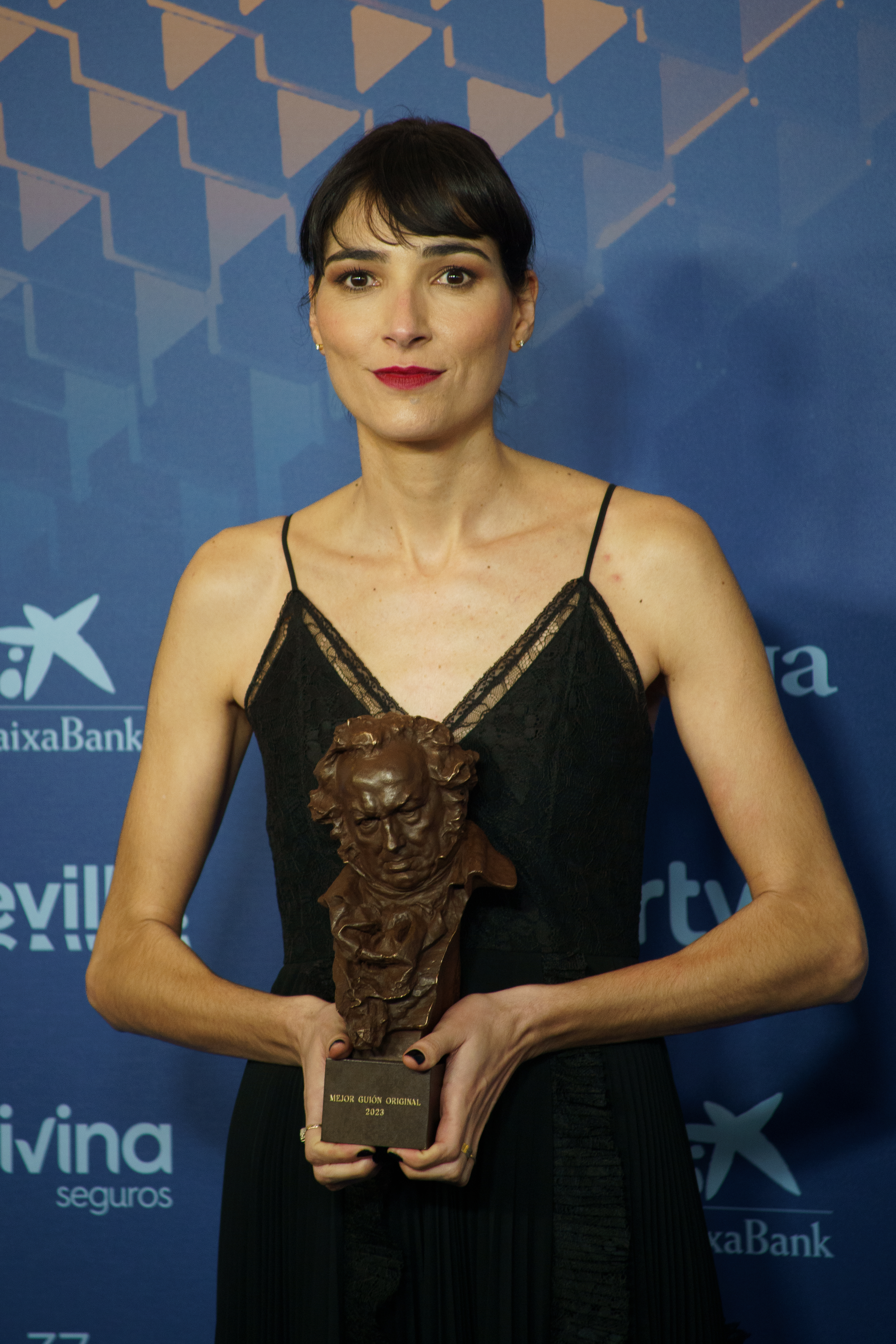
Isabel Peña schrieb gemeinsam mit Sorogoyen das Drehbuch

- Auszeichnung für die Beste Regie (Rodrigo Sorogoyen)
- Auszeichnung für das Beste Drehbuch (Rodrigo Sorogoyen und Isabel Peña)
- Nominierung als Beste Hauptdarstellerin (Marina Foïs)
- Auszeichnung als Bester Hauptdarsteller (Denis Ménochet)
- Auszeichnung als Bester Nebendarsteller (Luis Zahera)
- Nominierung als Bester Nebendarsteller (Diego Anido)
- Nominierung als Beste Nebendarstellerin (Marie Colomb)
- Auszeichnung für die Beste Filmmusik (Olivier Arson)
- Nominierung für das Produktionsmanagement (Carmen Sánchez de la Vega)
- Auszeichnung für die Beste Kamera (Alejandro de Pablo)
- Auszeichnung für den Besten Filmschnitt (Alberto del Campo)
- Auszeichnung für den Besten Ton (Aitor Berenguer, Fabiola Ordoyo und Yasmina Praderas)
- Nominierung für die Besten Spezialeffekte (Óscar Abades und Ana Rubio)
- Nominierung für die Beste Maske (Jesús Gil und Irene Pedrosa)
- Nominierung für die Besten Kostüme (Paola Torres)
- Nominierung für das Beste Szenenbild (José Tirado)

Prix Lumières 2023
- Auszeichnung als Beste internationale Koproduktion
- Nominierung als Bester Darsteller (Denis Ménochet)